# Oslava
Oslava je řeka v Kraji Vysočina a Jihomoravském kraji, součást povodí Moravy. Je to levostranný a celkově největší přítok řeky Jihlavy. Délka toku činí 101,2 km. Plocha povodí měří 867,2 km².

## Průběh toku
Pramení v bažinách okolo Matějovského rybníka a Babína poblíž Nového Veselí v jižním cípu chráněné krajinné oblasti Žďárské vrchy. Podle staršího císařského katastru má řeka vznikat vléváním dvou menších říček Balinky a Radostínky u mostu ve Velkém Meziříčí. Do Jihlavy se vlévá zleva v Ivančicích. V místech přírodní rezervace Údolí Oslavy a Chvojnice se měla budovat velká přehradní nádrž. U Velkého Meziříčí přechází přes údolí řeky dálnice D1 po mostu Vysočina.

### Skutečný pramen
V roce 2019 bylo oznámeno, že skutečný pramen řeky Oslavy je asi o 2 km západněji, než bylo dosud známo. Nově se tak uvádí místo kolem lokality U Křížku nedaleko cesty ze Žďáru nad Sázavou do České Meze. Historicky pátrání začalo v roce 2004, kdy v rámci televizního cyklu Zpět k pramenům autor Luděk Munzar pramen vůbec nenalezl, jen uvedl, že našel několik skruží, kde by řeka mohla pramenit. Miloš Zeman, který tehdy žil v Novém Veselí, s kamarády následně označil místo za rybníkem Velký Babín jako takzvaný turistický pramen. Roku 2013 pak Jiří Fridrich objevil pramen nedaleko České Meze, ten je nazýván jako Fridrichův pramen. Brněnští hydrologové však pomocí digitálního modelu reliéfu označili za možný pramen místo nedaleko lokality U Křížku a následně toto podezření potvrdilo i terénní měření. Měření pak odsouhlasil ČHMÚ i Povodí Moravy. Délka řeky tak vzrostla z 99,6 km, uváděných do roku 2019, na 101,2 km.

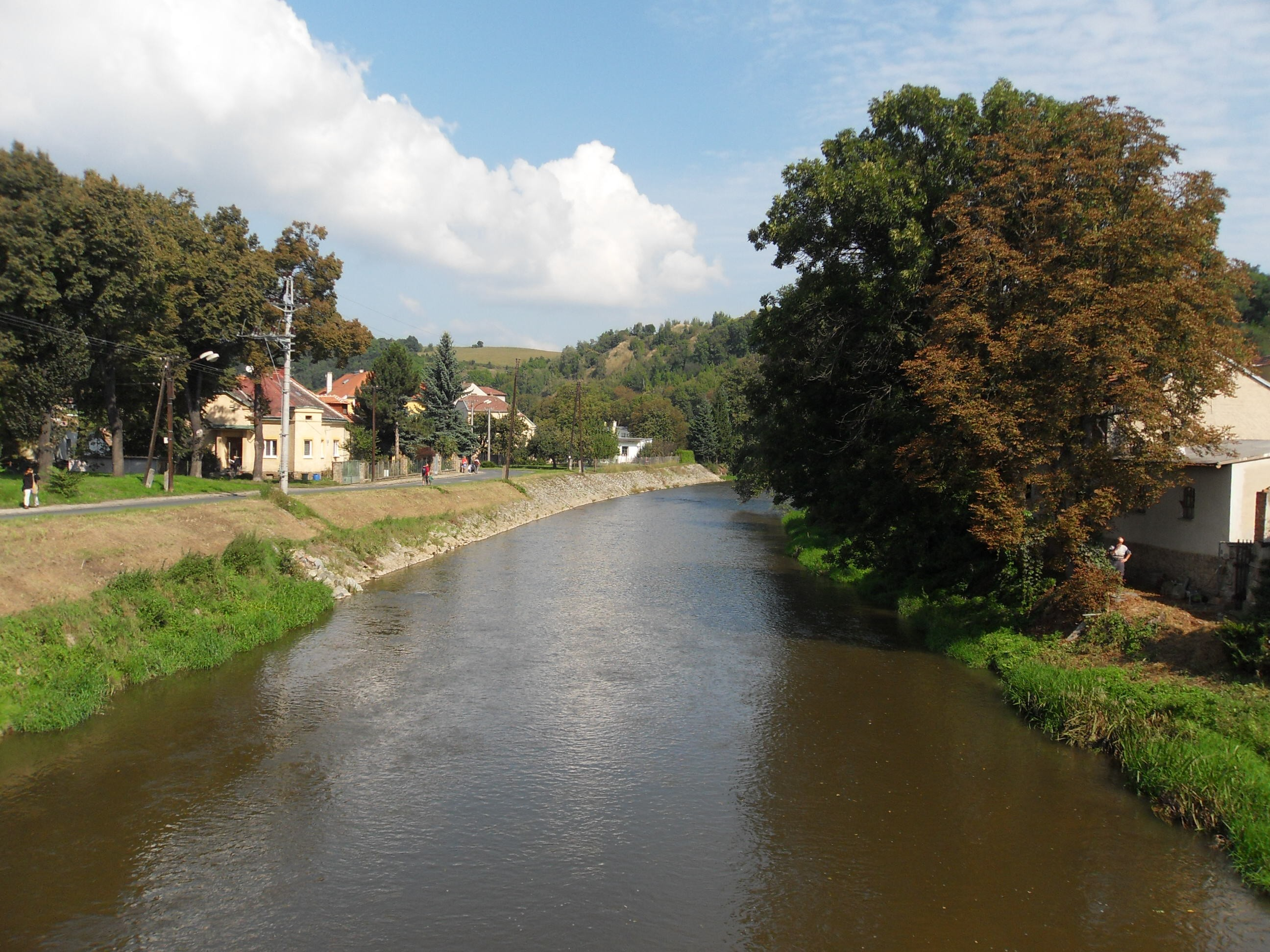
Řeka Oslava v Oslavanech

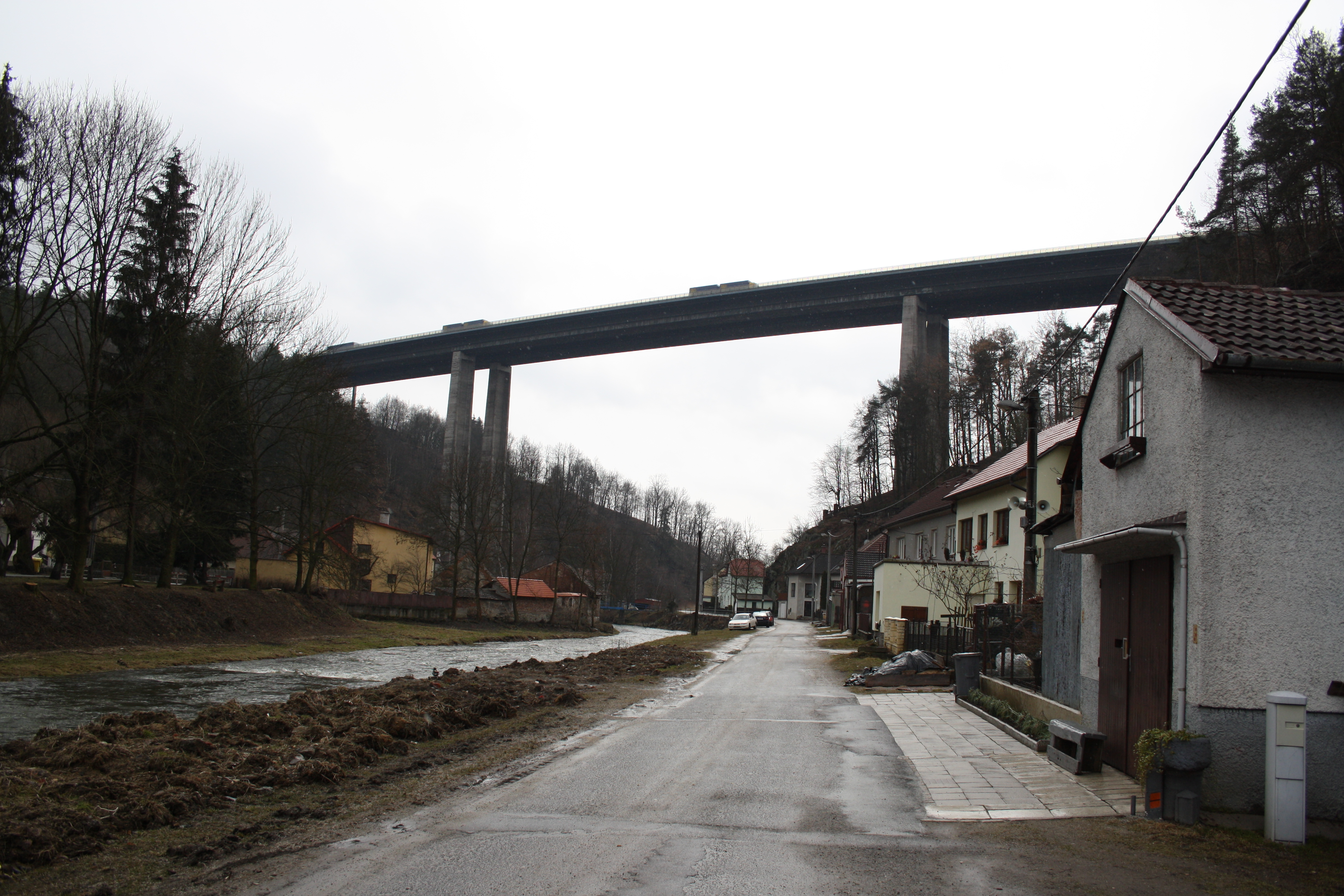
Řeka Oslava pod mostem Vysočina ve Velkém Meziříčí

### Větší přítoky
- Bohdalovský potok, zprava, ř. km 83,0
- Znětínský potok, zprava, ř. km 78,0
- Mastník, zleva, ř. km 63,4
- Balinka, zprava, ř. km 60,3
- Oslavička (potok), zprava, ř. km 58,1
- Kundelovský potok, zprava, ř. km 50,5
- Polomina, zleva, ř. km 47,3
- Jasinka, zprava, ř. km 39,4
- Okarecký potok, zprava, ř. km 32,6
- Chvojnice, zleva, ř. km 17,6

Nejvýznamnějšími přítoky Oslavy jsou Balinka a Chvojnice. V Oslavanech se do ní vlévá ještě jeden potok jménem Balinka (zleva).

## Vodní režim
Průměrný průtok v Oslavanech na 2,92 říčním kilometru činí 3,14 m³/s.
Hlásné profily:
| místo          | říční km | plocha povodí | průměrný průtok (Qa) | stoletá voda (Q100) | poznámky         |
| -------------- | -------- | ------------- | -------------------- | ------------------- | ---------------- |
| Dolní Bory     | 70,56    | 210,27 km²    | 1,23 m³/s            | 85,0 m³/s           | aktualizace 2024 |
| VD Mostiště    | 65,67    | 222,53 km²    | 1,18 m³/s            | 71,5 m³/s           | aktualizace 2024 |
| Velké Meziříčí | 60,00    | 440,15 km²    | –                    | –                   | aktualizace 2024 |
| Nesměř         | 55,83    | 478,87 km²    | 2,27 m³/s            | 165,0 m³/s          | aktualizace 2024 |
| Oslavany       | 2,92     | 862,22 km²    | 3,14 m³/s            | 205,0 m³/s          | aktualizace 2024 |

## Využití

### Významné obce na řece Oslavě
Nové Veselí, Ostrov nad Oslavou, Radostín nad Oslavou, Velké Meziříčí, Náměšť nad Oslavou, Oslavany, Ivančice

### Turistické zajímavosti
Turisticky nejnavštěvovanější místa jsou v okolí pramenů Oslavy – Matějovského rybníka, Babína a Veselského rybníka poblíž Nového Veselí a hlavně hluboce zaříznuté, místy kaňonovité, údolí řeky mezi Náměští nad Oslavou a Oslavany. Skalnaté údolí je zde zaříznuté do okolní krajiny a je vyhlášeno jako přírodní rezervace Údolí Oslavy a Chvojnice, plošně druhá největší na území ČR. V Náměšti nad Oslavou se nachází významný renesanční zámek, v kaňonu po proudu řeky pak zříceniny hradů Lamberka, Sedleckého hradu, Levnova a Kraví hory.

### Vodní díla na Oslavě
Horní tok Oslavy je přehrazen třemi rybníky a jednou přehradní nádrží:
- Velký Babín
- Matějovský rybník
- Veselský rybník
- vodní nádrž Mostiště

V plánu je také vodní nádrž Čučice, která by měla zaplavit velkou část údolí na dolním toku Oslavy. V říjnu 2016 byla ukončena petice proti postavení této nádrže, získáno bylo celkem 22 tisíc podpisů. Ty budou následně předány Poslanecké sněmovně Parlamentu ČR. V listopadu 2016 byla zveřejněna technicko-ekonomická studie k plánovnané přehradě, která doporučila zanechat plánovanou stavbu v Generelu lokalit pro akumulaci povrchových vod. Celkový uvažovaný zábor území byl rozšířen na 442,97 hektaru, kdy by při zatopení mělo být zničeno 249 objektů – z toho 242 pro rekreaci, 6 objektů k bydlení a jeden objekt služeb. Studie také upozorňuje na střet s ochranáři přírody. Jedním z důvodem stavby je vodní zásobování oblasti Brna a okolí. Dle časového harmonogramu by mohla být přehrada napuštěna v roce 2034. Dne 19. prosince 2016 bylo Povodím Moravy oznámeno, že veškeré plánovací práce ohledně vodní nádrže Čučice jsou zastaveny a nadále se společnost nebude zabývat činností v této oblasti. Starostové dotčených obcí chtějí, aby lokalita myšlené přehrady byla vyřazena z Generelu lokalit pro akumulaci povrchových vod. V lednu 2017 bude Poslanecká sněmovna probírat petici proti stavbě přehrady s 24 tisíci podpisy. S návrhem vyřazení z generelu chtějí na půdě sněmovny vystoupit i starostové.

### Vodáctví
Jedná se o řeku vodácky využitelnou. Nejhezčí úsek řeky je mezi Náměští nad Oslavou a Kuroslepy, řeka je sjízdná jen za zvýšeného stavu vody, úsek je obtížný, pouze pro zkušené vodáky.

### Mlýny
Mlýny jsou seřazeny po směru toku řeky.
- Mlýn v Novém Veselí – Nové Veselí, okres Žďár nad Sázavou, kulturní památka
- Řihákův mlýn – Dolní Heřmanice, okres Žďár nad Sázavou, kulturní památka
- Skřipinský mlýn – Kuroslepy, okres Třebíč

## Fauna
V řece Oslavě bylo zjištěno 16 druhů vodních měkkýšů: 8 druhů plžů a 8 druhů mlžů. Na dolním toku Oslavy se vyskutuje ohrožený druh mlže Unio crassus.